# Submission (série télévisée, 2016)
Pour les articles homonymes, voir Submission.
 (février 2021).
La mise en forme du texte ne suit pas les recommandations de Wikipédia : il faut le « wikifier ».
Les points d'amélioration suivants sont les cas les plus fréquents. Le détail des points à revoir est peut-être précisé sur la page de discussion.
- Les titres sont pré-formatés par le logiciel. Ils ne sont ni en capitales, ni en gras.
- Le texte ne doit pas être écrit en capitales (les noms de famille non plus), ni en gras, ni en italique, ni en « petit »…
- Le gras n'est utilisé que pour surligner le titre de l'article dans l'introduction, une seule fois.
- L'italique est rarement utilisé : mots en langue étrangère, titres d'œuvres, noms de bateaux, etc.
- Les citations ne sont pas en italique mais en corps de texte normal. Elles sont entourées par des guillemets français : « et ».
- Les listes à puces sont à éviter, des paragraphes rédigés étant largement préférés. Les tableaux sont à réserver à la présentation de données structurées (résultats, etc.).
- Les appels de note de bas de page (petits chiffres en exposant, introduits par l'outil «  Source ») sont à placer entre la fin de phrase et le point final[comme ça].
- Les liens internes (vers d'autres articles de Wikipédia) sont à choisir avec parcimonie. Créez des liens vers des articles approfondissant le sujet. Les termes génériques sans rapport avec le sujet sont à éviter, ainsi que les répétitions de liens vers un même terme.
- Les liens externes sont à placer uniquement dans une section « Liens externes », à la fin de l'article. Ces liens sont à choisir avec parcimonie suivant les règles définies. Si un lien sert de source à l'article, son insertion dans le texte est à faire par les notes de bas de page.
- La présentation des références doit suivre les conventions bibliographiques. Il est recommandé d'utiliser les modèles {{Ouvrage}}, {{Chapitre}}, {{Article}}, {{Lien web}} et/ou {{Bibliographie}}. Le mode d'édition visuel peut mettre en forme automatiquement les références.
- Insérer une infobox (cadre d'informations à droite) n'est pas obligatoire pour parachever la mise en page.

Pour une aide détaillée, merci de consulter Aide:Wikification.
Si vous pensez que ces points ont été résolus, vous pouvez retirer ce bandeau et améliorer la mise en forme d'un autre article.
Submission est un téléfilm américain à suspense érotique composé de six miniséries d'une durée de 24 à 37 minutes chacune diffusées par la chaîne payante Showtime ; la première le 12 mai 2016.
La série suit le cheminement de l'évolution d'Ashley (Ashlynn Yennie) vers la BDSM à la suite d'une déception amoureuse lorsqu'elle tombe par hasard sur un roman érotique...

## Distribution

### Personnages principaux
- Ashley Pendleton (Ashlynn Yennie) personnage principal. Une jeune fille, récemment victime d'une déception amoureuse, sombre dans le BDSM après avoir été piquée au vif à la lecture de « SLAVE », le roman érotique d'un mystérieux écrivain du nom de Nolan Keats.
- Dylan Quinn (Skin Diamond), colocataire de Jules et adepte de sexe pervers qui recrute des filles pour Eliott.
- Elliott (Justin Berti) , un pratiquant de BDSM qui travaille avec Dylan. Il s'intéresse à Ashley et, éventuellement, l'initie aux pratiques de la BDSM.
- Jules (Victoria Levine), ami d'Ashley dont il partage les secrets et lui offre un toit.
- Raif (Kevin Nelson), propriétaire d'un bar. Ashley et lui partagent une attirance mutuelle.
- Scarlet (Nika Khitrova), une des employeurs de Jules. Elle a une relation amoureuse avec ce dernier à l'insu de son mari. Jules, Scarlet et Tomas entameront, ultérieurement, un triolisme.
- Tomas (Brent Harvey), patron de Jules et le mari de Scarlet.

### Personnages intermittents
- Jonathan (Richie Calhoun)
- Maura (Sara Luvv)
- Kimberly (Valerie Baber)
- Anthony (Boston Blake)
- Susannah (Vicki Chase)
- Chelsea (Karla Kush), un membre du cercle de lecture initié par Dylan
- Vincent (Spike Mayer), ancien amant d'Ashley
- Tina (Melissa Schumacher)

## Résumé
Jacky St. James (en), un des auteurs-concepteurs de la minisérie, est mécontente de la façon dont la romancière britannique E.L. James dépeint la BDSM dans Cinquante nuances de Grey  qu'elle considère « comme une interprétation honnête du style BDSM mis à part un lien abusif ». Elle espère créer une vision plus nuancée du monde de la BDSM avec Submission. Lors d'une entrevue journalistique avec GQ, elle décrit la minisérie télévisée comme « des personnages imparfaits dans des relations sadomasochistes »,. L'actrice principale Ashlynn Yennie reprend en écho « Cinquante nuances de Grey n'est pas un portrait exact du type de sexe que les gens pratiquent. Cela le fait paraître comme écrit pour des gens perturbés ou dans l'obscurité la plus totale et c'est loin d'être exact »,.
La bande-annonce des séries paraît le 29 avril 2016.

## Épisodes
Premier épisode 
- Titre : Slave
- Auteur : Jacky St. James
- Réalisateur :  Jacky St. James
- Date de diffusion : 12 mai 2016
- Nombre de téléspectateurs : 55.000[9].
- Résumé : Ashley (Ashlynn Yennie) est empêtrée dans une relation amoureuse dont elle ne veut plus, rompt avec son petit-ami part et vivre avec son amie Jules (Victoria Levine). Le lendemain, en cherchant du travail, elle se rend à la cafétéria tenue par Raif (Kevin Nelson) et Dylan (Skin Diamond), qu'elle surprend en pleine relation sexuelle. Elle est confuse et gênée mais Raif la met à l'aise en lui offrant un travail de barista. Elle découvrira ultérieurement que Dylan est la colocataire de Jules. Ashley tombe sur le roman érotique SLAVE écrit par Nolan Keats et se masturbe en le lisant.

Deuxième épisode
- Titre : Contrôle
- Auteur : Jacky St. James
- Réalisateur : Jacky St. James
- Date de diffusion : 19 mai 2016
- Nombre de téléspectateurs : 106.000[10]
- Résumé : Dylan surprend Ashley  (Ashlynn Yennie) lisant le livre. Elle l'invite au club de lecture pour une discussion à propos du livre. Ashley, initialement hésitante, finit par accepter. Raif dit à Ashley qu'il pense que Dylan est une malade mentale et lui révèle que cette dernière a eu un rapport sexuel dans les toilettes de la cafétéria avec un inconnu (Sydney Black) quelques jours plus tôt. Au club de lecture, les femmes parlent de leurs fantasmes tout en discutant du livre puis se séparent. Dans la nuit, Ashley voit Chelsea, une des membres du club de lecture, menottée et les yeux bandés partir avec Dylan dans sa voiture. Inquiète, elle appelle Jules qui ne l'écoute pas. Elle appelle alors Raif chez lui. Celui-ci la rassure et ils finissent par avoir un rapport. Dylan conduit Chelsea à un donjon et la présente à Elliott (Justin Berti) ficelée et les yeux bandés.

Troisième épisode
- Titre : Smut
- Auteur : Jacky St. James
- Réalisateur : Jacky St. James
- Date de diffusion : 26 mai 2016
- Nombre de téléspectateurs : 119.000[11].
- Résumé : Elliott s'implique avec Chelsea dans le BDSM que celle-ci apprécie. Jules et Dylan se moquent d'Ashley au sujet de sa rencontre avec Raif alors qu'Ashley se sent gênée de sa relation avec ce dernier. Ashley tente de récupérer l'argent qu'elle avait prêté à Vincent (Spike Mayer), son ex-amant. Lors de la fête organisée pour le 25e anniversaire de Jules, on apprend que Jules n'a pas de relation amoureuse avec son employeur Tomas (Brent Harvey) comme chacun le pense alors que Scarlet (Nika Khitrova), la femme de Tomas, frappée par la beauté d'Ashley, lui demande si elle accepterait de poser pour quelques photos de nu pour elle. Dylan essaie bien de recruter une femme pour Elliott mais celui-ci n'est intéressé que par Ashley dont Dylan dit qu'elle est « interdite d'accès », mais Elliott refuse d'écouter. Elliott, en parlant avec Ashley, lui déclare que Nolan Keats est, en fait, son pseudonyme d'écrivain mais Ashley ne le croit pas. Elliott vole secrètement un sous-vêtement d'Ashley et convainc Hayley (Gia Ramey-Gay), qu'il a draguée à la fête, de le porter pendant un rapport. À la fin de celui-ci, il s'exclame « Merci, Ashley » en direction d'une Hayley scandalisée et ulcérée.

Quatrième épisode
- Titre : Master
- Auteur : Jacky St. James
- Réalisateur : Jacky St. James
- Date de diffusion : 2 juin 2016
- Nombre de téléspectateurs : 98.000[12]
- Résumé : Ashley reçoit par courriel Owned, le manuscrit du prochain livre de Nolan Keats. Elle est convaincue que Nolan Keats et Elliott ne font qu'une seule et même personne. Jules est choquée d'apprendre que Tomas et Scarlet renouvellent leurs vœux de mariage. Furibonde, elle affronte Scarlet. Raif présente ses excuses à Ashley pour sa conduite inqualifiable sous l'emprise de l'alcool lors de la fête. Elle accepte de rester son amie. À la demande d'Elliott, Ashley accepte d'expérimenter la soumission avec lui. Elle accepte également de travailler sans soutien-gorge comme partie de l'accord. Pendant ce temps, afin d'aider Jules, Ashley accepte de poser nue avec Scarlet afin de pouvoir la confronter et la convaincre de ne pas quitter son mari. Celle-ci est ambivalente sur ce sujet car il a réellement boosté sa carrière. Dylan se sent délaissée par Elliott et essaie de trouver un moyen de le surprendre, seulement pour mettre Elliott encore plus en colère contre elle. Elliott invite finalement Ashley chez lui. Invitation qui se termine par un rapport sexuel.

Cinquième épisode
- Titre : Safeword
- Auteur : Jacky St. James
- Réalisateur : Jacky St. James
- Date de diffusion : 9 juin 2016
- Nombre de téléspectateurs : 122.000[13]

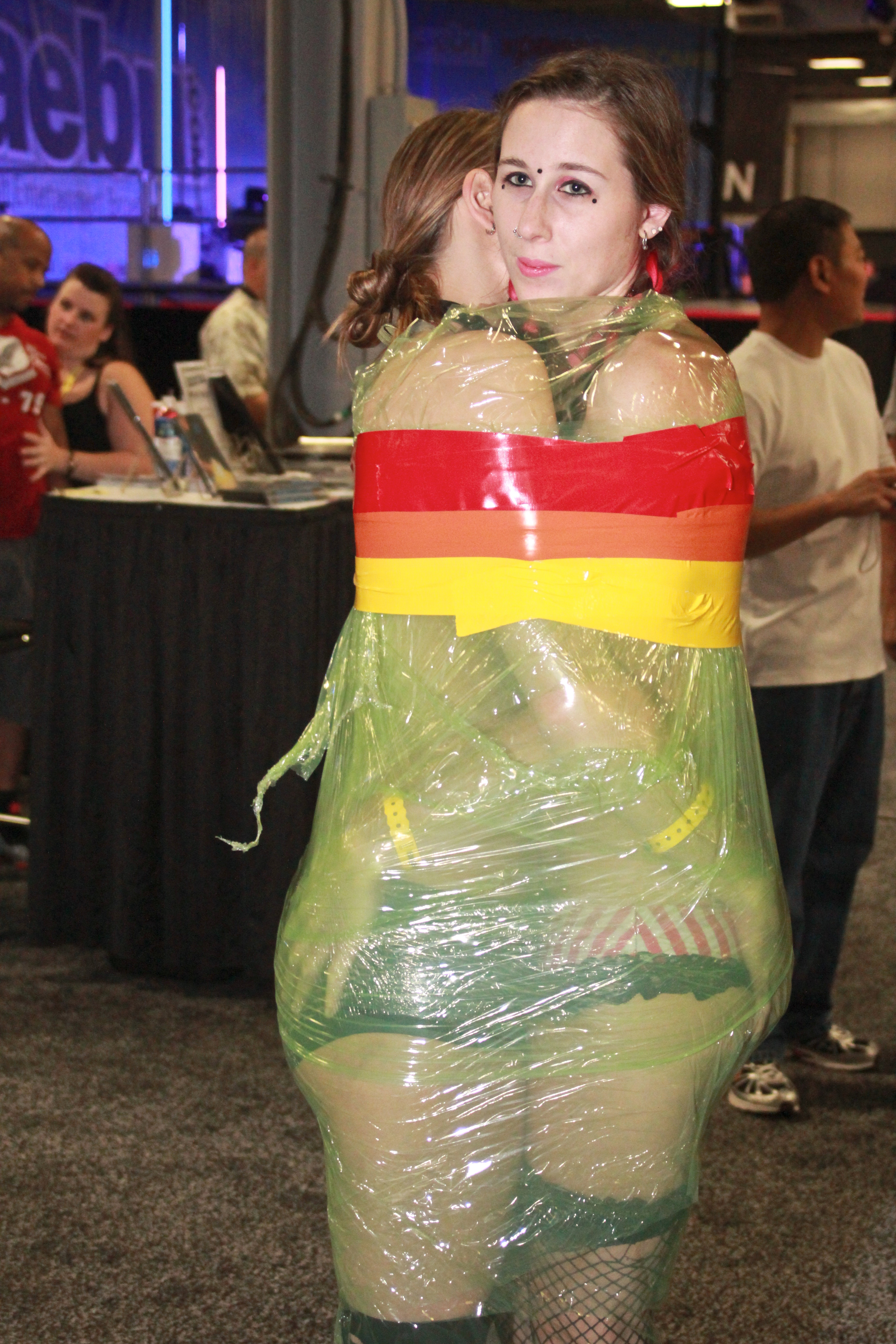
Deux femmes enveloppées face à face dans du film plastique ménager immobilisant leurs corps (Exxxotica 2013)

- Résumé : Elliott "punit" Dylan pour avoir ignoré ses désirs. Ultérieurement, Dylan se renseigne sur d'autres frasques d'Elliott. Celui-ci réagit avec colère et rompt son entente avec elle, ce qui la fait pleurer. Elliott invite Ashley dans son donjon, établit un « code de sécurité » entre eux et l'introduit dans le monde de la soumission sexuelle. Jules engage fermement Scarlet à ne pas quitter Tomas. Après en avoir longtemps discuté, elle accepte un polyamour dans un triolisme impliquant Tomas et Scarlet. Après une période initiale faite d'anxiété et de peur, Ashley décide d'essayer la momification[14]. Dylan découvre accidentellement des lettres qu'Eliott a écrites à Ashley et en a le cœur brisé. Dans un accès de colère et afin de la compromettre, elle poste par courriel à Eliott des vidéos d'anciennes séances de sexe la figurant avec lui-même et une autre fille.

Sixième épisode
- Titre : Domination
- Auteur : Jacky St. James
- Réalisateur : Jacky St. James
- Date de diffusion : 16 juin 2016
- Nombre de téléspectateurs : 116.000[15].
- Résumé : Eliott est perturbé en recevant le courriel de Dylan qui le menace de diffuser les vidéos si Eliott n'accepte pas « de la lui prêter ». Eliott avise Ashley qu'il la prêtera à un autre dominant dans le cadre d'une nouvelle expérience de soumission. Ashley, initialement déconcertée, finit par accepter, à contrecœur, en pensant qu'il s'agit là d'une épreuve destinée à mesurer sa soumission. Au cours de cette expérience, Dylan lui fait mal mais elle s’arrange pour terminer sans utiliser le « code de sécurité ». Traumatisée par cette seconde expérience de soumission, elle jure à Eliott de ne jamais recommencer. Jules n'est pas satisfait de son triolisme et se plaint de ce que ceux-ci sont surfaits. Raïf n'est pas d'accord et raconte sa propre expérience de triolisme avec Melanie Masterson (Cherie DeVille) et Roberta Johnson (India Summer) qu'il aurait toutes les deux satisfaites. Ashley et Jules se moquent de lui. Jules réalise qu'elle aime exclusivement Scarlet et qu'elle ne pourrait pas la partager avec Tomas. Elle renonce au triolisme. Dylan décide de s'en aller. Ce faisant, elle révèle à Ashley qu'Eliott n'est pas Nolan Keats mais juste son éditeur. Ashley est extrêmement déçue. Elle informe Eliott que la révélation de ce secret est son ultime acte de domination. La série se termine sur une Ashley furieuse rompant avec Eliott, Jules travaillant maintenant pour Raïf dans son café et Dylan au contact du véritable Nolan Keats.

## Perception de la série

### Par le public
La série débute par une audience faible de 55.000 spectateurs soit 1%. Leur nombre double dès le second épisode avec 106.000 spectateurs (2%) pour atteindre 119.000 dès la troisième semaine de diffusion. Le dernier épisode regroupe 116.000 spectateurs soit (3%).

### Par la critique
Uproxx encense la série en écrivant «  [Submission] essaye de changer notre approche de l'érotisme qui diffusé à des heures tardives, ». SheKnows Media (en) loue également l'émission pour l'image qu'elle restitue de la BDSM en ces termes: « Là où le film « Fifty Shades of Grey » a failli pour éveiller l'intérêt [à la BDSM] de nombre de spectateurs , « Submission » les entraîne dans les profondeurs de la BDSM - et ils ne semblent pas effrayé de s'y rendre ».